# Максимс Уваренко
Максим Уваренко (на латвийски: Maksims Uvarenko, роден във Вентспилс на 17 януари 1987 г.) е латвийски вратар.
Понастоящем играе за българския футболен клуб ЦСКА, София.